# ورگنکی
ورگنکی (به فرانسوی: Vergoncey) یک کمون در فرانسه است که در Canton of Saint-James واقع شده‌است.

## خصوصیات
ورگنکی ۷٫۷۳ کیلومترمربع مساحت و ۲۱۵ نفر جمعیت دارد و ۷۰ متر بالاتر از سطح دریا واقع شده‌است.